# نامزاد
نامزاد هي قرية في مقاطعة أصفهان، إيران. يقدر عدد سكانها بـ 62 نسمة بحسب إحصاء 2016.